# Talsperre Stewart Mountain
Die Talsperre Stewart Mountain (englisch Stewart Mountain Dam) ist eine Talsperre mit Wasserkraftwerk im Maricopa County, Bundesstaat Arizona, USA. Sie staut den Salt River zu einem Stausee (engl. Saguaro Lake) auf. Die Talsperre befindet sich ungefähr 66 km (41 miles) nordöstlich von Phoenix. Die Talsperre Mormon Flat liegt ca. 16 km flussaufwärts und das Stauwehr Granite Reef ungefähr 30 km flussabwärts.
Mit dem Bau der Talsperre wurde 1928 begonnen. Sie wurde 1930 fertiggestellt. Die Talsperre dient in erster Linie der Stromerzeugung. Sie ist im Besitz von Salt River Project (SRP) und wird auch von SRP betrieben.

## Absperrbauwerk
Das zentrale Absperrbauwerk ist eine Bogenstaumauer aus Beton mit einer Höhe von 63 m (207 ft) über der Gründungssohle, die von Hochwasserentlastungen auf beiden Seiten flankiert wird. Die Mauerkrone liegt auf einer Höhe von 468 m (1535 ft) über dem Meeresspiegel. Die Länge der Mauerkrone beträgt 384 m (1260 ft). Die Dicke der Staumauer liegt bei 10 m (33 ft) an der Basis und 2,4 m (8 ft) an der Krone. Das Volumen des Bauwerks beträgt 91.746 m³ (120.000 cubic yards).
Über die beiden Hochwasserentlastungen können maximal 5720 m³/s (202.000 cft/s) abgeleitet werden, über den Grundablass maximal 51 m³/s (1800 cft/s).

## Stausee
Beim normalen Stauziel von 466 m (1529 ft) erstreckt sich der Stausee über eine Fläche von rund 5,12 km² (1264 acres) und fasst 86,05 Mio. m³ (69.765 acre-feet) Wasser.

## Kraftwerk
Das Kraftwerk befindet sich am Fuß der Talsperre auf der rechte Seite. Die installierte Leistung beträgt mit einer Turbine 13 MW. Die Fallhöhe beträgt 35 m (116 ft).

## Geschichte
Die 1911 fertiggestellte Talsperre Theodore Roosevelt wurde errichtet, um das ungleichmäßige Abflussregime des Salt Rivers auszugleichen und um einen Speicherraum zu schaffen, durch den eine geordnete Bewässerung im Unterlauf des Salt Rivers möglich würde. Das Wasser aus dem Stausee sollte nur vom 1. April bis zum 1. Oktober eines Jahres abgelassen werden, um für Bewässerungszwecke verwendet zu werden.
Die Stromerzeugung im Kraftwerk der Talsperre Roosevelt war anfänglich nur einen Nebenprodukt. Während des 1. Weltkriegs stieg die Nachfrage nach Elektrizität jedoch an und die Manager der Salt River Valley Water Users' Association (der Vorläuferorganisation von Salt River Project) sahen darin die Möglichkeit, durch eine Steigerung der Stromerzeugung zusätzliche Einnahmen zu generieren. Dies löste jedoch bei den in der Association zusammengeschlossenen Landbesitzern Befürchtungen aus, dass das Wasser statt für die Bewässerung jetzt für die Stromerzeugung verwendet würde.
Daraus entstand schließlich der Plan, am Salt River unterhalb der Talsperre Roosevelt weitere Talsperren zu errichten, um das Wasser mehrfach nutzen zu können. In den 1920er Jahren wurden daher die Talsperre Mormon Flat (1923 bis 1925), die Talsperre Horse Mesa (1924 bis 1927) und die Talsperre Stewart Mountain (1928 bis 1930) errichtet.
Von 1988 bis 1992 wurden vom United States Bureau of Reclamation umfangreiche Erweiterungsmaßnahmen durchgeführt. Auf der rechten Seite der Staumauer wurde eine weitere Hochwasserentlastung hinzugefügt. Die Staumauer wurde mit 84 Stahlankern, die durch die Staumauer bis in das unterliegende Gestein reichen, verstärkt.
Die Gesamtkosten für die Errichtung der Talsperre und des Kraftwerks im Jahr 1930 werden mit 2,515 Mio. USD angegeben.